# Някой като теб (сериал)
„Някой като теб“ (на хинди: Sagar Ki Gangaa, в букв. превод: Малката вдовица) е индийски сериал, чието излъчване започва на 2 март 2015 г. по &TV

## Актьорски състав
- Рухана Кхана/Адити Шарма – Ганга Шукла
- Ражсинг Верма – Варун Шукла
- Вишал Вашишша – Адулт Сагар
- Шакти Ананд – Шив Джа
- Панчи Бора – Джанви Сагар
- Хитен Теджвани – съдия Ниранджан
- Гунгун Упрари – Мадхви Ниранджан Чатурведи

## В България
В България сериалът започва на 4 декември 2019 г. по Диема Фемили и завършва на 12 февруари 2021 г. Ролите се озвучават от Петя Абаджиева, Елисавета Господинова, Николина Чонова, Силви Стоицов, Светозар Кокаланов и Васил Бинев.